# Хотимль-Кузмёнково
Хотимль-Кузмёнково — деревня в Хотынецком районе Орловской области. Административный центр Хотимль-Кузмёнковское сельское поселение.

## Этимология
Название Хотимль-Кузмёнково деревня получила в XX веке после революции. При объединении села Хотимль и деревни Кузменково которая упомянута еще в дозорной книге Карачевского уезда за 1614 год. И село Хотимль переименовали в деревню Хотимль-Кузменково.

## История
Хотимль как крепость по всей видимости была основана в XI веке. Скорее всего после победы Владимира Мономаха над вятичами во главе с вождем Ходотаю. Крепость являлась одним из опорных пунктов княжеской власти, постепенно обросла посадом и превратилась в город. В XII-XIII веках находится в составе Черниговского княжества.
После смерти Михаила Всеволодовича в Орде в 1246 году княжество Черниговское распалось на уделы. Хотимль оказался в составе Карачевского княжества возможно что, крепость была сожжена во время междоусобицы 1310 между князем брянским Василием и Святославом Мстилсавичем Карачевским.
Впервые в письменных источниках Хотимль упоменается в 1499 году в жалованной подтвердительной грамоте Великого князя Литовского Александра князя Симеону Ивановичу Можайскому. В состав Стародубского княжества Является по всей видимости центром волости впоследствии центром Хотимльского стана Карачевского уезда.

### XVII век
Крепость потеряет свое значение в связи с продвижением границы на юг. 
В 1610-х годах впервые упоминается Успенская церковь как разорённая.
В 1614 году Село Хотимль упоминается как центр волости в дозорной книге Карачевского уезда.
Из списка с Карачевских книг письма и меры Василия Наумова и подьячего Ильи... 1626 и 1627 году.

Погост Хотимль на колодезе на Хотимском, а на погосте место церковное, что была церковь Успения Пресвятыя Богородицы, да придел Сватая Христова Пятница, церковныя паханыя добрыя земли перелогом 15 четей в поле, а в дву по тому ж, сена 100 копен, лесу 5 десятин. 
В 1678 году село является центром Хотимльского стана Карачевского уезда Севского разряда..

### XVIII век
С 1708 года после губернской реформы Петра I село Хотимль в составе Киевской губернии. В 1719 году в составе Севской провинции Киевской губернии. С 1727 года Севская провинция была включена в состав Белгородской губернии. C 1778 года село вошло в состав Орловского наместничества. А в 1796 года в составе Орловской губернии.

### XIX век
В 1807 году перестраивается деревянная церковь.
С 1861 года село Хотимль является центром Хотимльской волости.
В 1878 году открыта земская школа.

### XX век
В 1914 году в селе была закончена строительство каменной церкви. по проекту архитектора Джакомо Кваренги. 
В 1917 году упоминается как село Хотимль.
С 1920 в составе Брянской губернии.
С 1929 года в составе Хотынецкого района

## Достопримечательности
- Хотимльская крепость.
- Церковь Успения Пречистой Богородицы с Пятницким приделом.
- Курганный комплекс